# Route nationale 34 (Vietnam)
Pour les articles homonymes, voir Route nationale 34.
La route nationale 34 (vietnamien : Quốc lộ 34) est une route nationale au Viêt Nam.

## Parcours
La route nationale 34 relie Cao Bằng à Hà Giang. 
Elle part du quartier De Tham à Cao Bằng, au croisement de la route nationale 3 et de la route nationale 3. 
Elle se termine dans le quartier de Tran Phu à Hà Giang après un parcours de 260 km.  